# Bonětice (přírodní památka)
Bonětice jsou přírodní památka evidenční číslo 5698 v okrese Tachov. Chráněné území s rozlohou 0,31 ha bylo vyhlášeno 29. února 2012. Nachází se západně od silnice II/200 asi jeden kilometr severozápadně od vsi Bonětice v nadmořské výšce 455–457 m. Důvodem jeho vyhlášení je ochrana ohroženého obojživelníka čolka velkého (Triturus cristatus).